# Lisa Langseth
Lisa Zontarsitore Langseth (Stoccolma, 20 aprile 1975) è una sceneggiatrice e regista svedese nota principalmente per aver diretto i film Till det som är vackert (2009), Hotell (2013) e Euphoria (2017), tutti con protagonista Alicia Vikander.

## Biografia
Lisa Langseth è nata a Stoccolma e ha studiato presso l'Accademia di Arti Drammatiche di Stoccolma tra il 1999 e il 2002, iniziando la sua carriera come drammaturga e regista teatrale con Märk Mig (2003) al Riksteatern e Slättskymning (2004) al Teatro Uppsala. Nel 2004 ha diretto Noomi Rapace nella commedia Den älskade da lei anche scritta; lo spettacolo ha debuttato al Teatro Reale Drammatico. 
Nel 2006 ha scritto e diretto Pleasure, uno spettacolo drammatico incentrato su due uomini che comprano sesso debuttato al Riksteatern, mentre sempre per il Teatro Reale Drammatico ha presentato Klimax, commedia incentrata sul lavaggio del cervello operato sui giovani per creare cittadini più pacifici; inoltre ha diretto il cortometraggio Godkänd, ispirato a una sua sceneggiatura teatrale precedentemente rappresentata presso il Teatro Comunale di Stoccolma nel 2002; il corto ha inoltre ricevuto una menzione d'onore per la migliore sceneggiatura al Gothenburg Film Festival 2006.

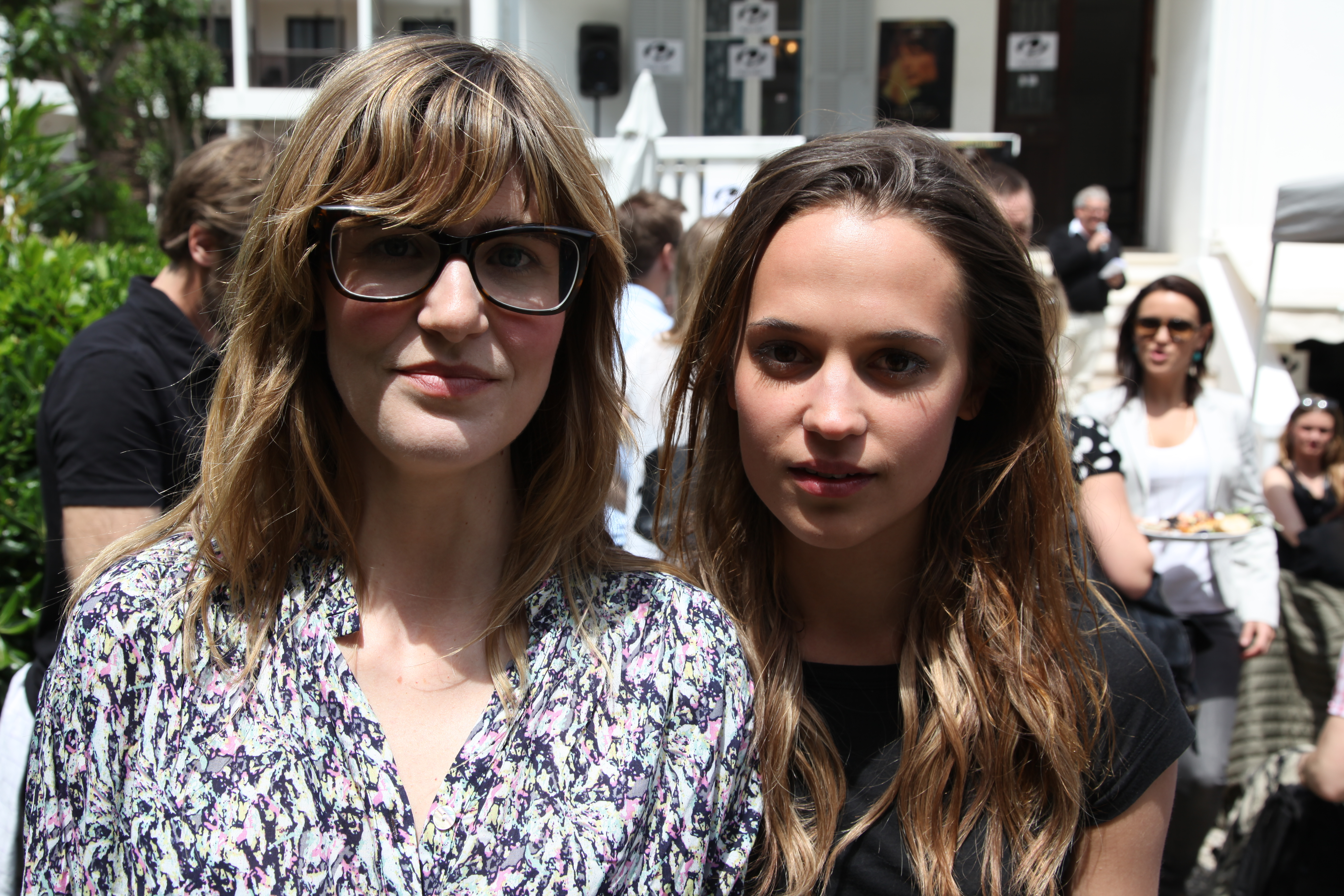
Lisa Langseth e la sua attrice feticcia Alicia Vikander al Festival di Cannes 2012.

Nel 2009 ha diretto il suo film d'esordio, Till det som är vackert, adattamento di una sua opere teatrali con Alicia Vikander nel ruolo di Katarina. Il film è valso alla Langseth il Guldbagge Award 2010 per la migliore sceneggiatura, oltre a una nomination come miglior regista. La commedia drammatica di Langseth del 2013 Hotell, sempre con la Vikander nel ruolo di protagonista, ha debuttato al Toronto International Film Festival del 2013 nel programma Contemporary World Cinema. Per il film, la Langseth ha ricevuto una nomination al premio dello scarabeo d'oro 2014 per la migliore sceneggiatura, mentre Anna Bjelkerud ha vinto il premio come miglior attrice non protagonista.
Il suo film del 2017, intitolato Euphoria, sempre realizzato al fianco della sua attrice feticcia Vikander, vede nel cast anche Eva Green e Charlotte Rampling. È stato descritto come un film drammatico ambientato in una "clinica di eutanasia immaginaria". Il lungometraggio ha rappresentato il debutto della regista in lingua inglese e racconta del conflitto tra due sorelle, Ines (Vikander) ed Emilie (Green), che viaggiano attraverso l'Europa diretta in una destinazione misteriosa.
Nel 2019, Netflix ha annunciato che la Langseth avrebbe creato la seconda serie TV in lingua svedese della piattaforma: Love & Anarchy, debuttata il 4 novembre 2020 con Ida Engvoll e Björn Mosten nei panni dei protagonisti.

## Filmografia

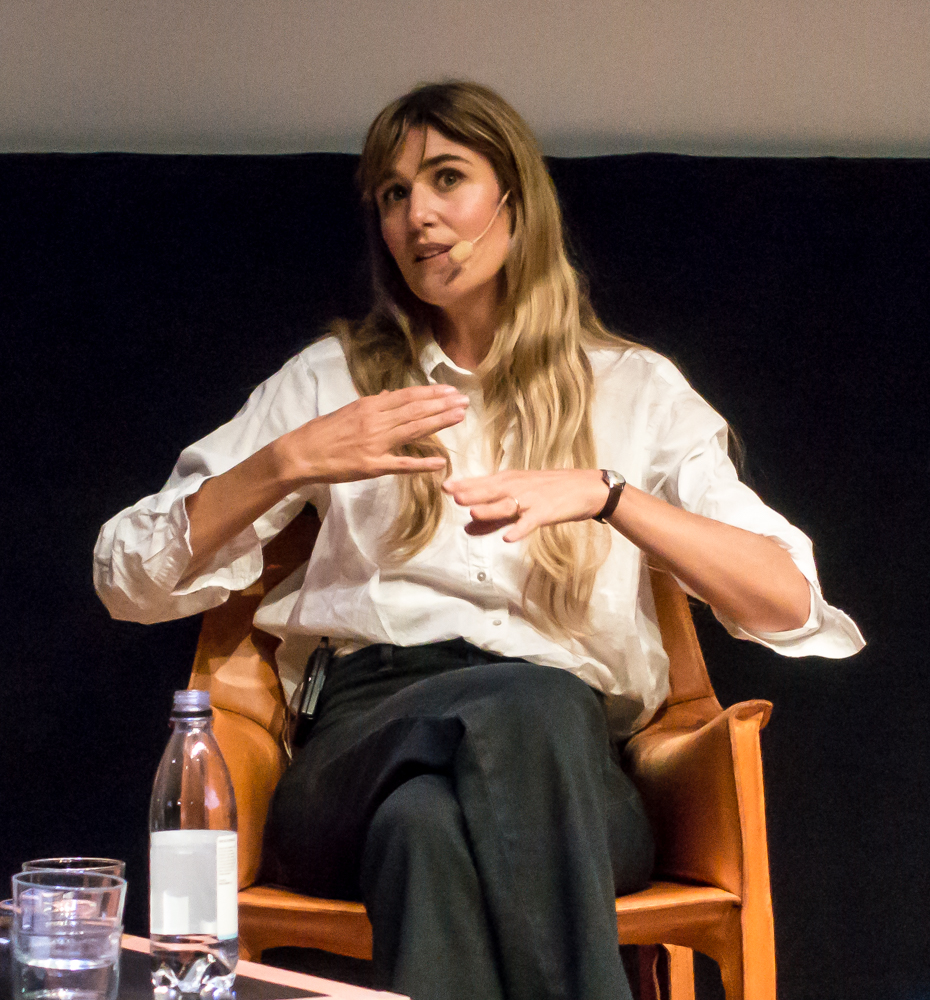
Lisa Langseth nel 2017

### Cinema
- Godkänd - cortometraggio (2004)
- Till det som är vackert (2009)
- Hotell (2013)
- Euphoria (2017)

### Televisione
- Skeppsholmen, episodio 2x01 (2003)
- Love & Anarchy (Kärlek & Anarki) (2020)

## Premi e riconoscimenti
Guldbagge
2010 - Migliore sceneggiatura - Till det som är vackert